# Dreikönigenkirche (Neuss)

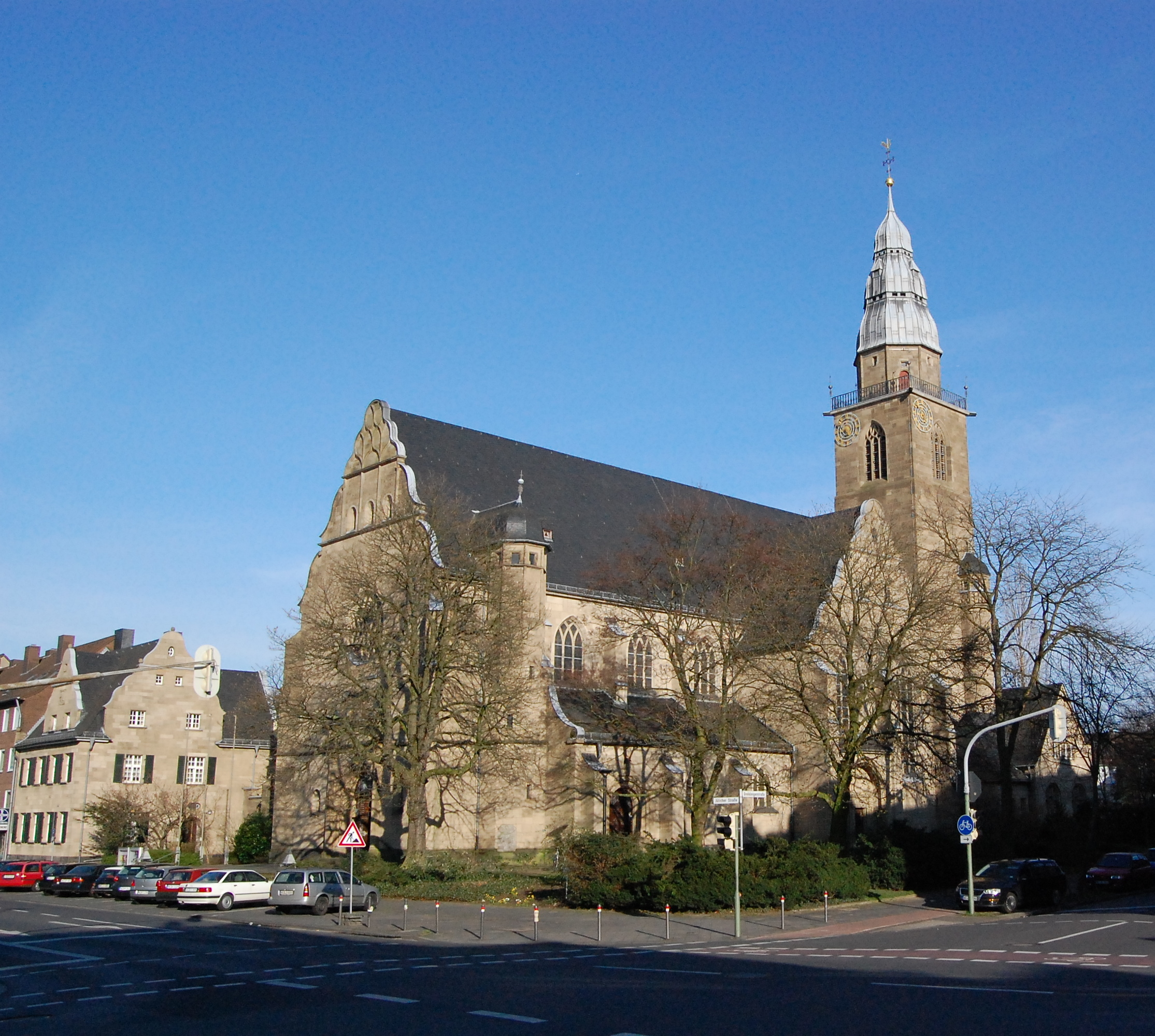
Außenansicht der Dreikönigenkirche

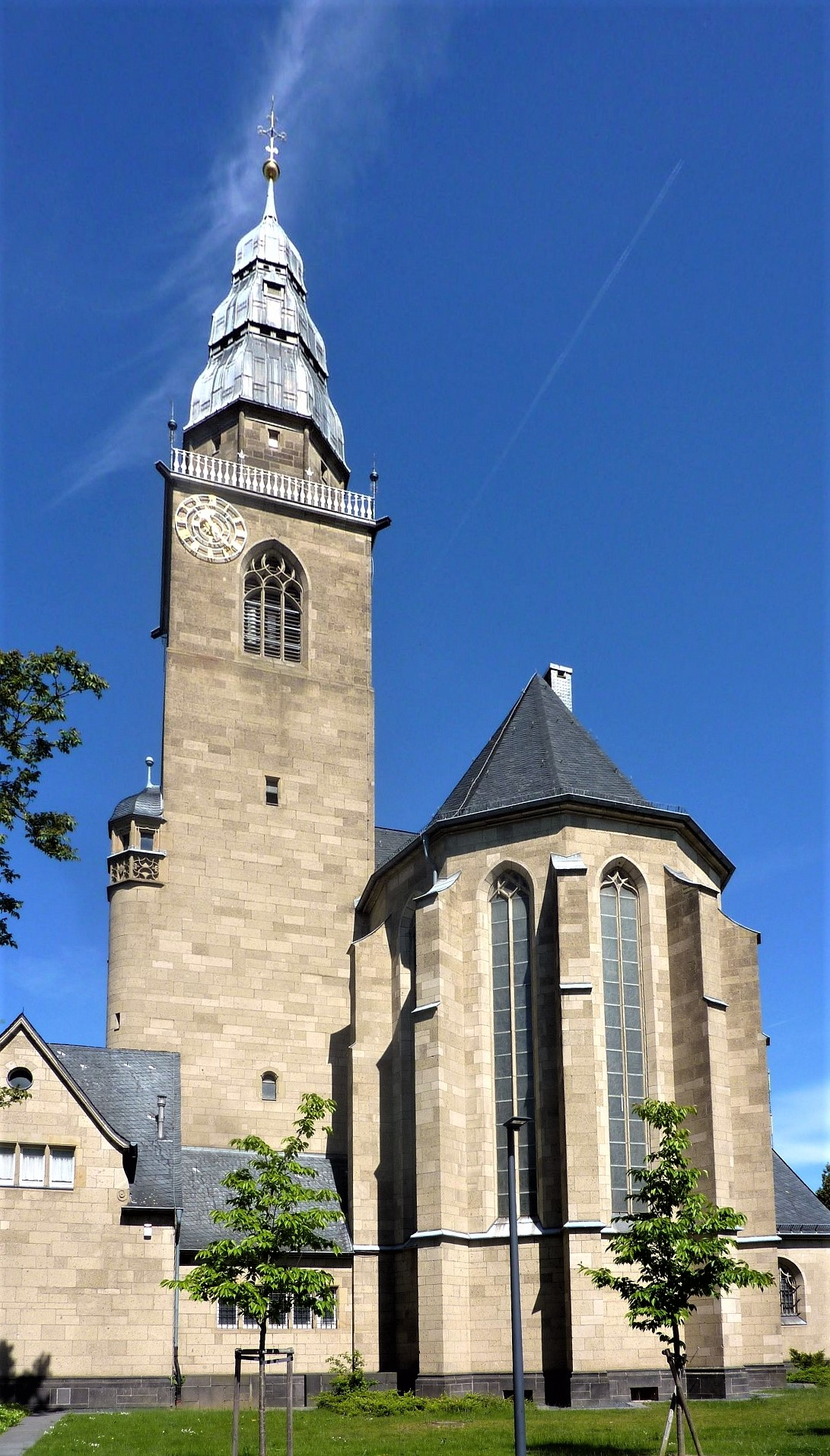
Blick zu Chor und Turm

Die Kirche Hl. Dreikönige (meist Dreikönigenkirche) ist die Pfarrkirche der gleichnamigen römisch-katholischen Pfarrgemeinde in Neuss. Sie wurde von 1909 bis 1911 errichtet.

## Geschichte
Nachdem bis zum Ende des 19. Jahrhunderts in Neuss nur die Pfarre Quirinusmünster bestand, trugen die neuen Pfarrgründungen und Kirchenbauten St. Josef (Furth) (1888), St. Marien (1902) und Hl. Dreikönige (1909 bis 1911) dem starken Wachstum der Stadt Rechnung. Der Bau wurde durch eine testamentarische Zuwendung und eine Schenkung der Familie Thywissen begünstigt, die gleichzeitig ein Grundstück für den Kirchenbau anbot. Am 7. November 1909 wurde der Grundstein gelegt, und am 31. Oktober 1911 benediziert. Die Konsekration folgte jedoch erst am 4. Juli 1915.

## Architektur
Die Kirche ist eine dreischiffige Basilika auf Kreuzgrundriss und wurde nach Plänen des Architekten Eduard Endler erbaut. Der hohe, haubenbekrönte Turm steht im Winkel zwischen südlichem Querhausarm und Chor. Die Bauformen sind der Renaissance nachempfunden. Die repräsentativen Querhausfassaden tragen geschwungene Giebel.

## Ausstattung

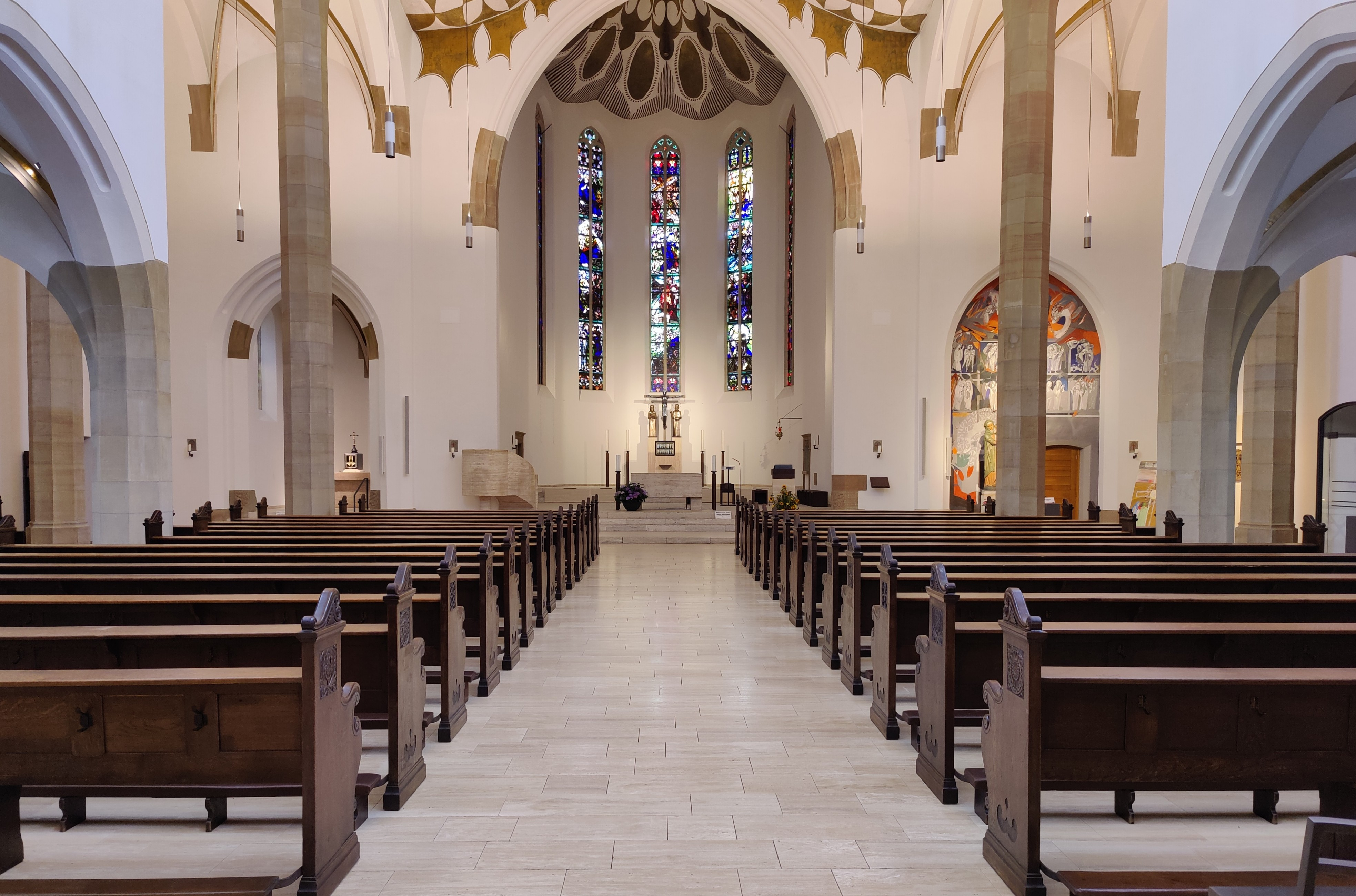
Innenraum (2022)

Zunächst wurde für die Kirche ein großer Teil der Ausstattung aus der profanierten Hospitalkirche in der Brückstraße übernommen. Am 11. Juni 1922 erhielt die Kirche vier neue Glocken. Ein neuer, von Dominikus Böhm entworfener Hochaltar ersetzte 1936 den aus der ehemaligen Hospitalkirche stammenden Altar aus Travertin. Dahinter steht das von Böhm gestaltete Tabernakel mit einem Altarkreuz von Theo Heiermann. Böhm gestaltete auch die bewegten Deckengewölbe, die 1962 nach Entwürfen von Prof. Gerhard Kadow in den Farben Gold und Silber bemalt wurden.

### Fenster

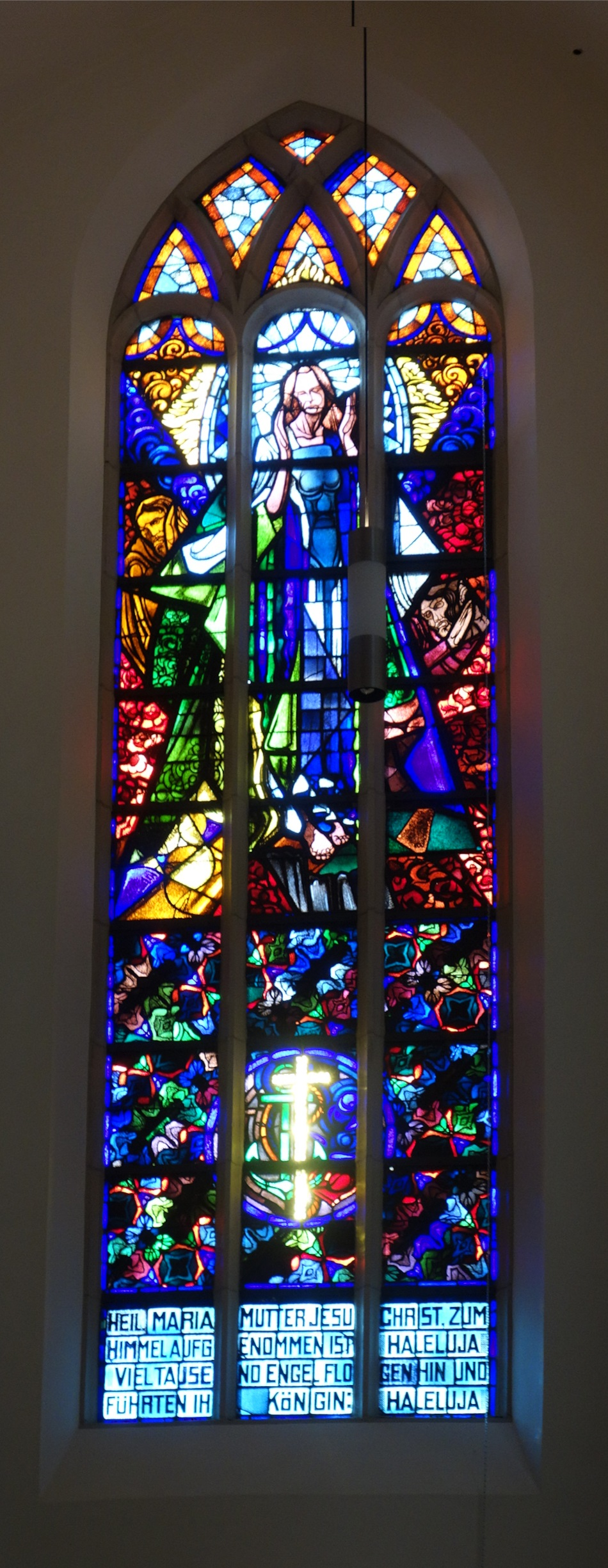
Marienfenster, südliches Seitenschiff

Die Fenster des Chors und des Querschiffs wurden zuerst nur provisorisch verglast. Als der Neusser Beigeordnete Wilhelm Thywissen 1911 für die Kirche ein Chorfenster stiftete, übertrug Rektor Josef Geller (1877 – 1958) dem damals noch weithin unbekannten holländischen Künstler Jan Thorn Prikker nicht nur den Auftrag für ein Fenster, sondern gleich für alle sechs Chorfenster und die vier Fenster des Querschiffs, allerdings ohne das Kölner Generalvikariat darüber zu informieren. Bereits im ersten Halbjahr 1912 hatte Prikker die Arbeit bewältigt. Das Generalvikariat hatte jedoch in der Zwischenzeit von der Eigenmächtigkeit Gellers erfahren, den Einbau untersagt und berief Geller schließlich 1913 von seinem Amt ab. Die Fenster, die 1913 auf der Kölner Ausstellung des deutschen Werkbunds die überwältigende Zustimmung der Kunstwelt erfahren hatten, waren während des Ersten Weltkriegs bei Gellers Bruder eingelagert. Erst 1919 gestattete die erzbischöfliche Behörde, zunächst probeweise nur zwei, dann alle zehn Fenster Prikkers, der inzwischen internationalen Ruf genoss, einsetzen zu lassen. Ihnen folgten 1928/29 die vom selben Künstler neu geschaffenen und in geometrischer Komposition gestalteten Fenster für das Langhaus. Diese wurden am 6. Januar 1945 durch eine Luftmine zerstört, konnten aber anhand der Kartonentwürfe originalgetreu nachgeschaffen werden. Die älteren Thorn-Prikker-Fenster waren 1940 vorsorglich ausgebaut worden und überstanden den Zweiten Weltkrieg.

### Orgel

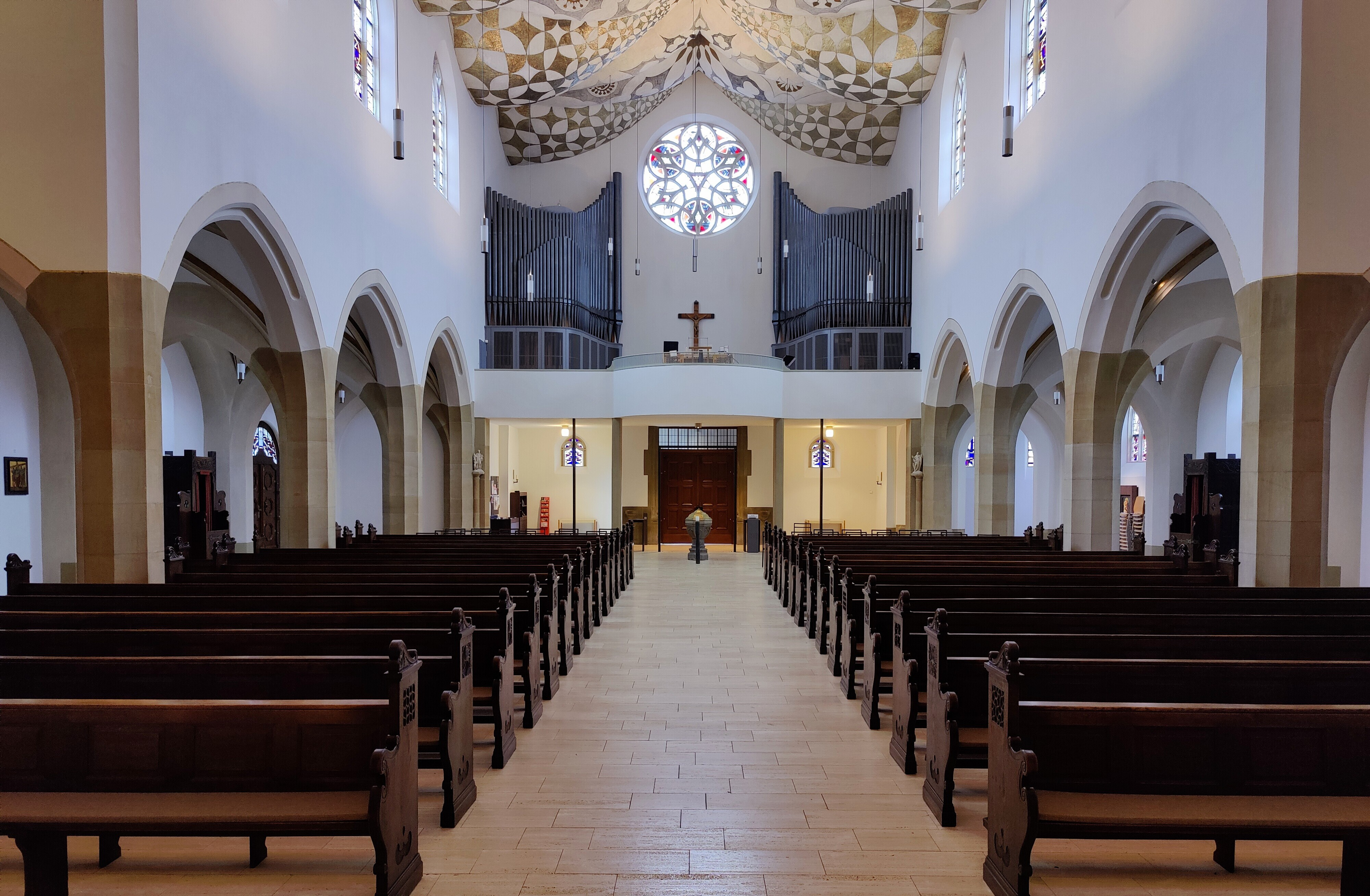
Blick zur Orgel

Die Orgel der Dreikönigenkirche wurde von der Orgelbaufirma E. F. Walcker & Cie. (Ludwigsburg) erbaut. Der Vertrag zum Orgelbau datiert auf das Jahr 1940. Allerdings verzögerte sich der Einbau kriegsbedingt auf die Nachkriegszeit. Eingeweiht wurde das Instrument 1951. Es wurde mehrfach renoviert und erweitert (zuletzt 2002 durch Johannes Klais Orgelbau, Bonn) und hat heute 49 Register auf drei Manualen und Pedal (Schleifladen). Die Trakturen sind mechanisch – mit Ausnahme der Prospektpfeifen, die elektrisch angesteuert werden. Derzeitiger hauptamtlicher Organist ist Regionalkantor Michael Landsky.
| I Hauptwerk C–a3 |         |
| Bordun           | 16′     |
| Prinzipal        | 08′     |
| Rohrflöte        | 08′     |
| Oktave           | 04′     |
| Blockflöte       | 04′     |
| Terz             | 03 1⁄5′ |
| Quinte           | 02 ⁄3′  |
| Superoktave 0    | 02′     |
| Cornet V         | 08′     |
| Mixtur V         | 01 ⁄3′  |
| Trompete         | 08′     |
| Clairon          | 04′     |

| II Positiv (schwellbar) C–a3 |        |
| Gedeckt                      | 08′    |
| Quintadena                   | 08′    |
| Gamba                        | 08′    |
| Prinzipal                    | 04′    |
| Spitzflöte                   | 04′    |
| Oktave                       | 02′    |
| Quinte                       | 01 ⁄3′ |
| Sesquialtera II              | 02 ⁄3′ |
| Scharff III                  | 01′    |
| Dulcian                      | 16′    |
| Krummhorn                    | 08′    |
| Regal                        | 04′    |
| Tremulant                    |        |

| III. Schwellwerk C–a3 |         |
| Gedeckt               | 16′     |
| Flötenprinzipal       | 08′     |
| Holzflöte             | 08′     |
| Dulciana              | 08′     |
| Vox coelestis         | 08′     |
| Italienisch Prinzipal | 04′     |
| Flöte                 | 04′     |
| Nasard                | 02 ⁄3′  |
| Schwiegel             | 02′     |
| Terz                  | 01 3⁄5′ |
| Sifflöte              | 01′     |
| Ripieno IV            |         |
| Fagott                | 16′     |
| Trompete              | 08′     |
| Oboe                  | 08′     |
| Tremulant             |         |

| Pedal C–g1      |     |
| Untersatz       | 32′ |
| Prinzipal       | 16′ |
| Subbaß          | 16′ |
| Oktavbaß        | 08′ |
| Grobgedackt     | 08′ |
| Choralbass      | 04′ |
| Hintersatz IV 0 |     |
| Posaune         | 16′ |
| Trompete        | 08′ |
| Schalmei        | 04′ |

- Koppeln: II/I, III/I, III/II, Sub III/I, Super III/I, I/P, II/P, III/P (alle Koppeln wahlweise mechanisch oder elektrisch)
- Spielhilfen: 4× 512 Setzerkombinationen, programmierbare Crescendowalze, Zungen-Einzelabsteller, Registerfessel

## Glocken
In den Jahren 1911 und 1922 lieferte die Glockengießerei Otto aus Hemelingen/Bremen jeweils vier Bronzeglocken, 1911 als erstes Geläut für die neu erbaute Kirche und 1922 als Ersatz für die im Ersten Weltkrieg beschlagnahmten und eingeschmolzenen Glocken. Heute verfügt die Kirche über ein vierstimmiges Bronzeglockengeläute mit je zwei Glocken von Otto (1922, es' und f') und von Petit & Gebr. Edelbrock (1958: c' und 1960: g').